# Mairie de Kajaani
La  Mairie de Kajaani (finnois : Kajaanin Raatihuone) est un bâtiment situé à Kajaani en Finlande.

## Histoire
Les habitants de Kajaani obtiennent le permis de construire et l'aide financière d'Alexandre Ier lors de sa visite à Kajaani en 1819.
Le bâtiment conçu par Carl Ludvig Engel est le plus ancien édifice conservé du centre ville.
La ville de Kajaani renove le bâtiment en 1985–1990 et elle retrouve alors sa couleur d'origine.
Les fenêtres de style néo-renaissance changées en 1904 sont laissées bien qu'un débat soit ouvert pour revenir au style Empire d'origine.
En 1992, la ville de Kajaani reçoit le prix Viisikanta-palkinto pour cette restauration.
Depuis la rénovation le bâtiment accueille des bureaux de la ville et un centre d'information touristique.
Le Centre Elias Lönnrot y fonctionne depuis 2007.